# Itahari
Itahari (népalais : इटहरी) est une ville du Népal située dans la zone de Koshi et dans le district de Sunsari. Au recensement de 2011, la ville comptait 74 501 habitants.